# اكتشاف الأشياء

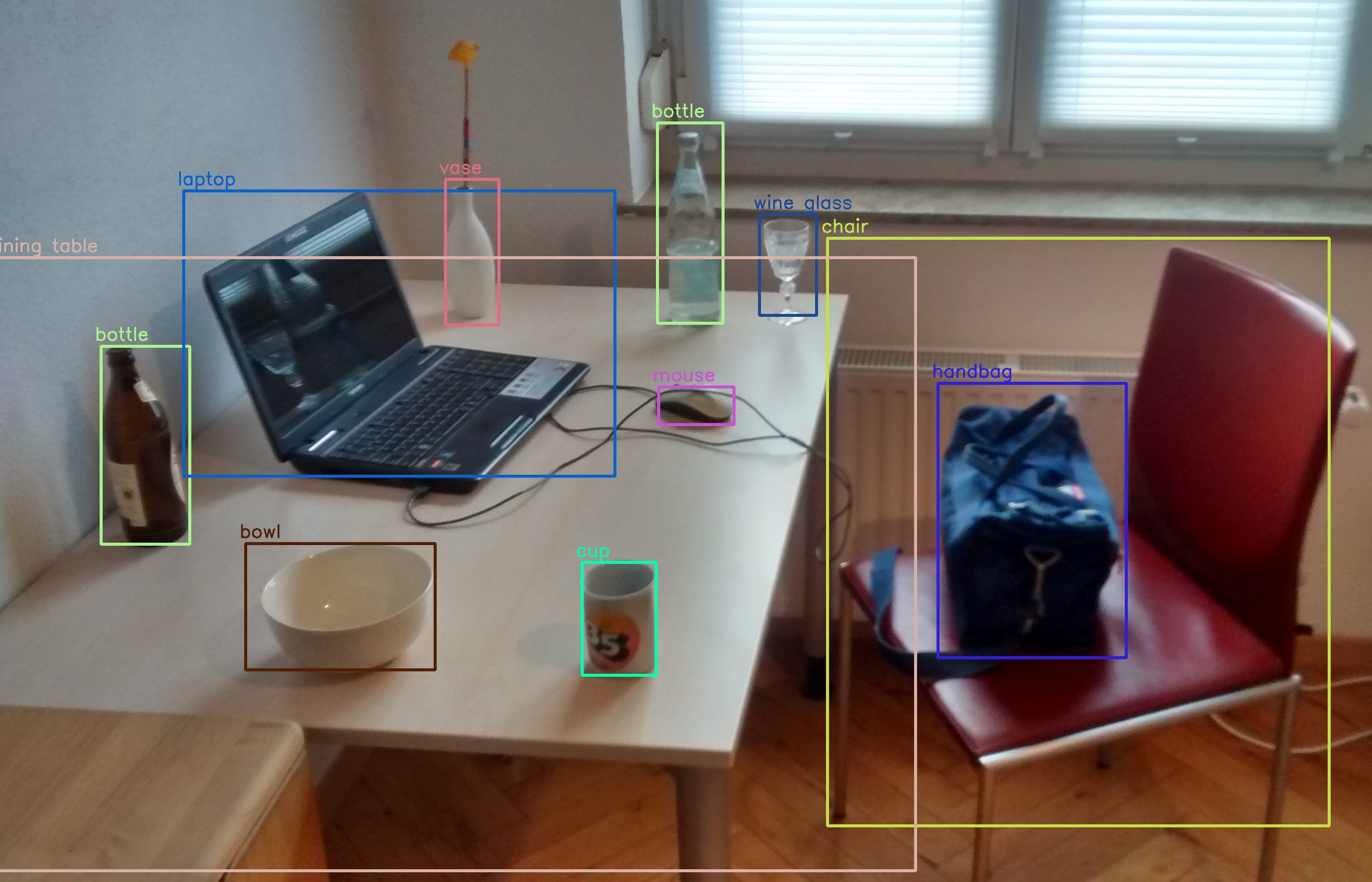
الأشياء المكتشفة بوحدة الشبكة العصبية العميقة الخاصة بـ OpenCV باستخدام نموذج YOLOv3 المدرب على مجموعة بيانات COCO القادرة على اكتشاف الأشياء من 80 فئة شائعة

اكتشاف الأشياء أو كشف الأشياء هي تقنية حاسوب تتعلق برؤية الحاسوب ومعالجة الصور والتي تعمل في اكتشاف أشياء دلالية من فئة معينة (مثل البشر أو المباني أو السيارات) في الصور ومقاطع الفيديو الرقمية. تشمل مجالات اكتشاف الأشياء المدروسة جيدًا اكتشاف الوجه والكشف عن المشاة. اكتشاف الأشياء له تطبيقات في العديد من مجالات رؤية الحاسوب، مثل استرجاع الصور والمراقبة بالفيديو.

## طالع أيضًا
- التعرف على الأشياء